# Яванський район
Ява́нська но́хія (тадж. Ноҳияи Ёвон) — адміністративна одиниця другого порядку в складі Хатлонської області Таджикистану. Центр — смт Яван, розташований за 58 км від Курган-Тюбе.

## Географія
Нохія розташована в долині річки Явансу. На заході межує з Хурасанською, на заході та півдні — з Джамійською, на сході — з Нурецькою та Дангаринською нохіями Хатлонського вілояту, на півночі — з Вахдатською та Рудакійською нохіями НРП.

## Адміністративний поділ
Адміністративно нохія поділяється на 8 джамоатів та 2 смт (Хайотінав, Яван):
| Яванська нохія (2002)  |           |                 |
| Джамоат                | Населення | Центр           |
| Даханський джамоат     | 10481     | кишлак Дахана   |
| Навкорамський джамоат  | 9382      | кишлак Навкорам |
| Норунський джамоат     | 13689     | кишлак Ешма     |
| Обімуцький джамоат     | 14994     | кишлак Обімукі  |
| Озодійський джамоат    | 13862     | кишлак Озоді    |
| Сіторайський джамоат   | 13689     | кишлак Фуркат   |
| Хайотінавський джамоат | 7925      | смт Хайотінав   |
| Чоргульський джамоат   | 8303      | кишлак Шурча    |

## Історія
Нохія утворена на початку XX століття як Яванський район в складі Районів республіканського підпорядкування Таджицької РСР. Із здобуттям Таджикистаном незалежності район став називатись Яванською нохією. 2 грудня 1992 року нохія перейшла в підпорядкування Хатлонської області.